# Adorjás
Adorjás là một thị trấn thuộc hạt Baranya, Hungary. Thị trấn này có diện tích 8,1 km², dân số năm 2010 là 188 người, mật độ 23 người/km².